# Guiniforte Solari
Guiniforte (o Boniforte) Solari también conocido como Solaro o de Solari (Milán, ca. 1429 - Milán, 7 de enero de 1481) fue un escultor, arquitecto e ingeniero  italiano.

## Biografía

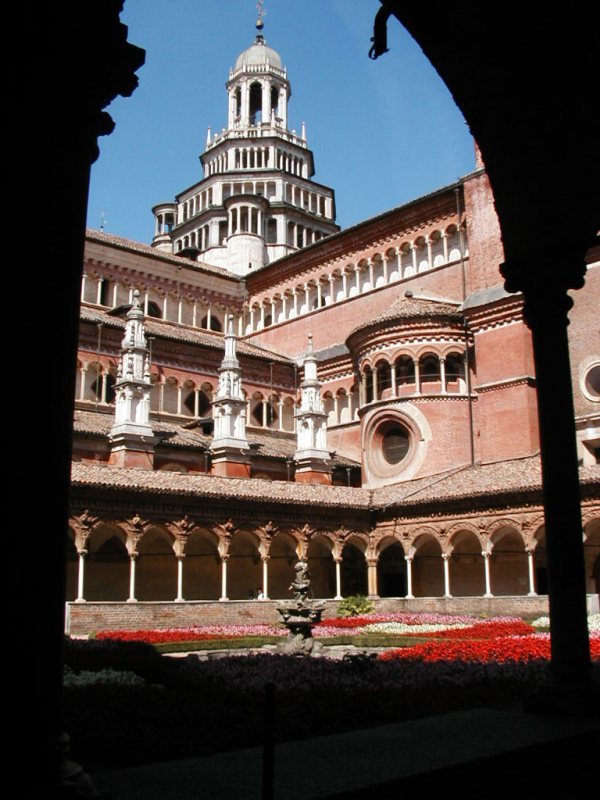
Tiburio de la Certosa di Pavia, visto desde el claustro

Hijo de Giovanni, hermano de Francesco Solari, fue ingeniero jefe de la catedral de Milán desde 1459 hasta su muerte, y desde 1462 ingeniero de la certosa di Pavia. Exponente de la prolífica familia de los Solari de Carona en el Cantón de Ticino, fue ingeniero jefe del Ducado de Milán en el siglo XV. En este período, se le atribuyen las iglesias milanesas de Santa Maria delle Grazie (1463-1469), San Pietro in Gessate, Santa Maria Incoronata, Santa Maria della Pace, Santa Maria del Carmine, Santa Maria Bianca del Casoretto, San Bernardino alle Monache y las desaparecidas  Santa Maria del Giardino y Santa Maria della Rosa
Son célebres sus polémicas con Filarete, llamado por el duque Francesco Sforza para modernizar la arquitectura lombarda según las novedades del humanismo florentino. Solari, por su parte, representaba la tradición gótica local y la maestría constructiva de los ingenieros lombardos. A partir de 1465 sucedió a Filarete en la dirección de la fábrica ducal del hospital Maggiore de Milán, donde construyó el patio de los baños y el piso superior de la fachada principal.
A su repentina muerte, su hijo Pietro Antonio  lo sucedió en la dirección de las principales obras del ducado (fábrica del Duomo, Hospital Mayor y Certosa di Pavia).

## Obras
A continuación se incluye una lista incompleta de las obras arquitectónicas diseñadas o en las que participó Guiniforte Solari:
- Duomo di Milano, ingeniero jefe desde 1459;

- Iglesia de San Pietro in Gessate (1460-1476)
- iglesia de Santa Maria delle Grazie (Milán) (1463-1469)

- Certosa di Pavia, se hizo cargo de las obras en 1462;

- Ca' Granda, proyectada por Filarete, le sucedió al frente de las obras desde 1465;

- Capilla Portinari
- Castillo de Rivalta
- Castillo Sforzesco
- Iglesia de Santa Maria Bianca della Misericordia (1472-1490)
- Iglesia de Santa Maria della Pace (Milán) (1476-1497)
- Palazzo Premenugi, ahora desaparecido.[3]

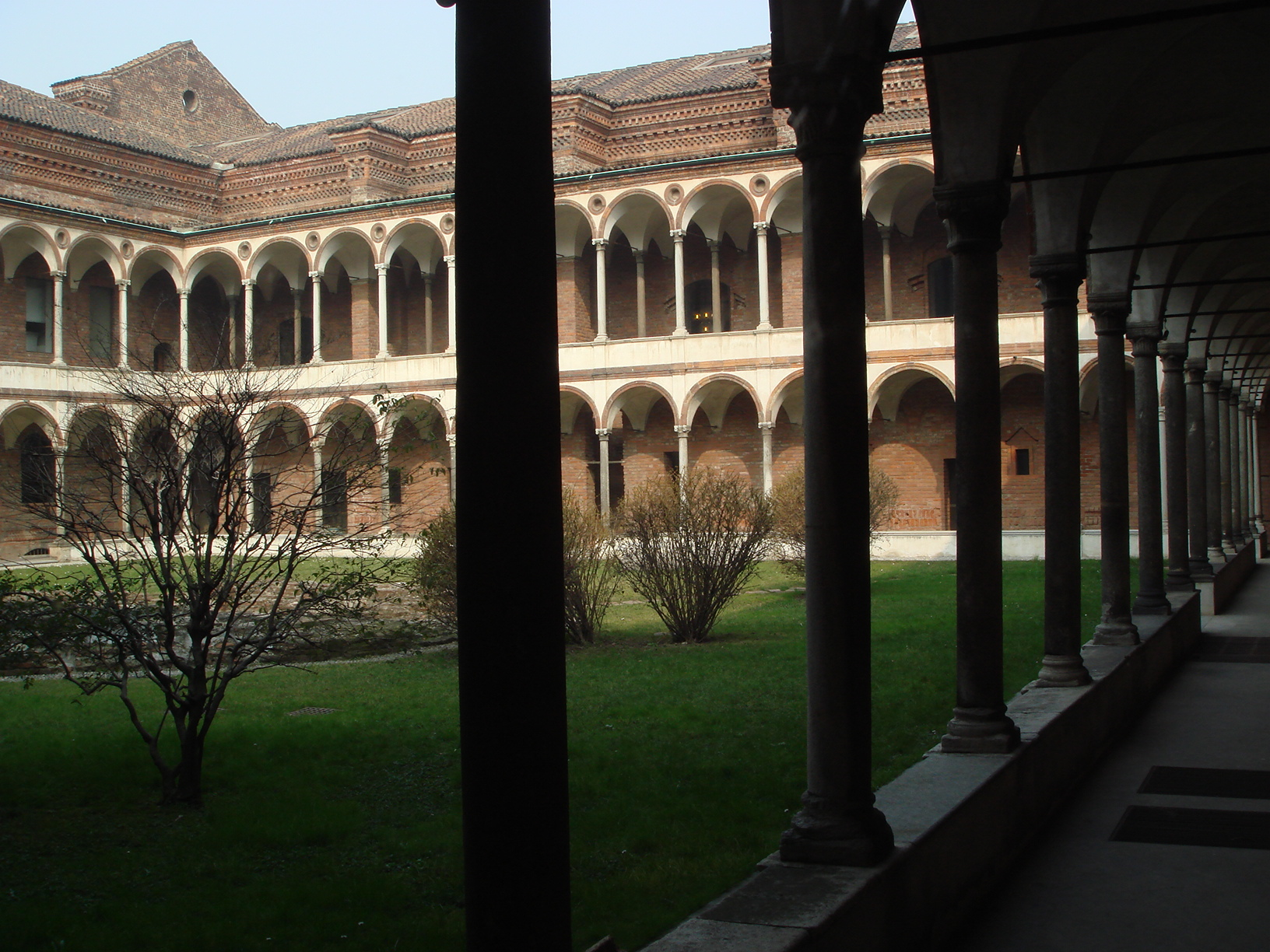
Hospital Mayor de Milán, patio de los baños
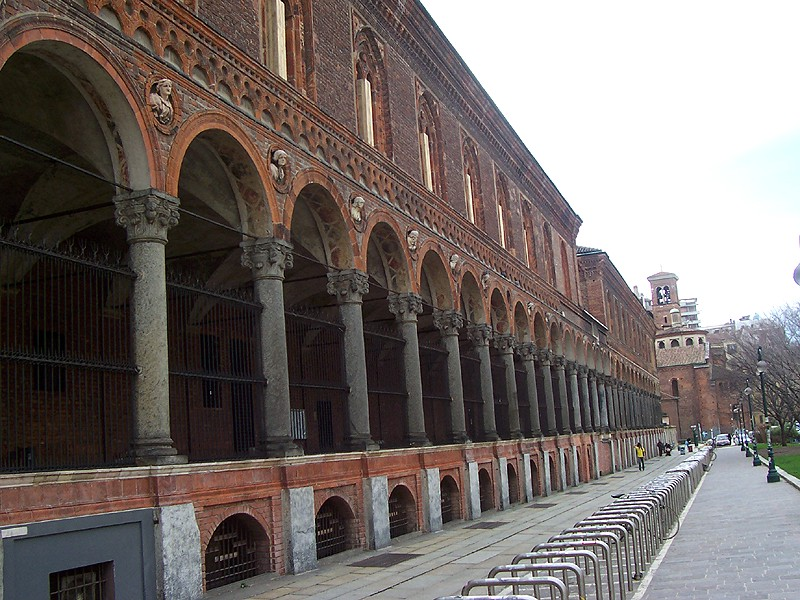
Hospital Mayor de Milán, fachada principal
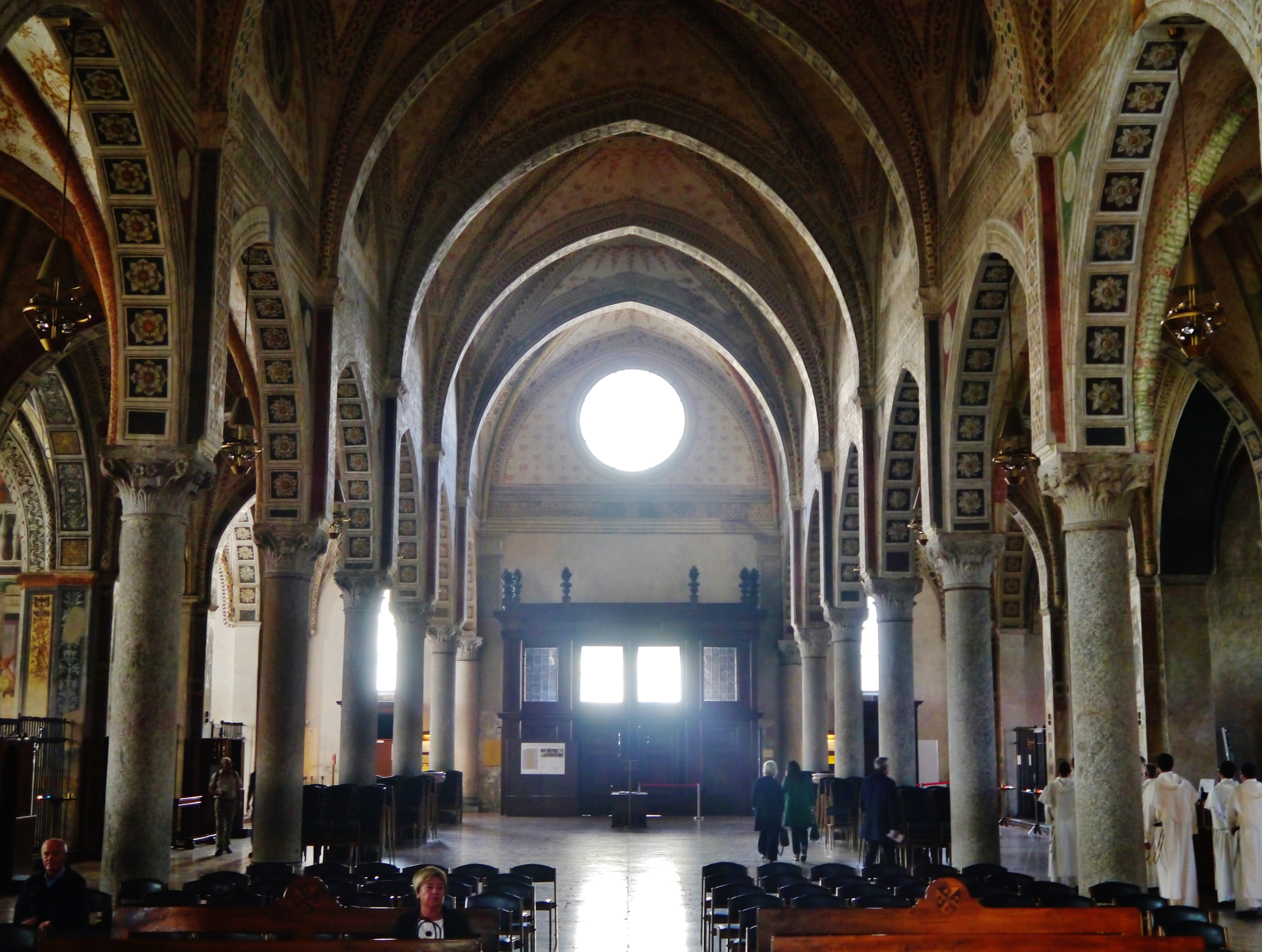
Iglesia de Santa Maria delle Grazie (Milán)
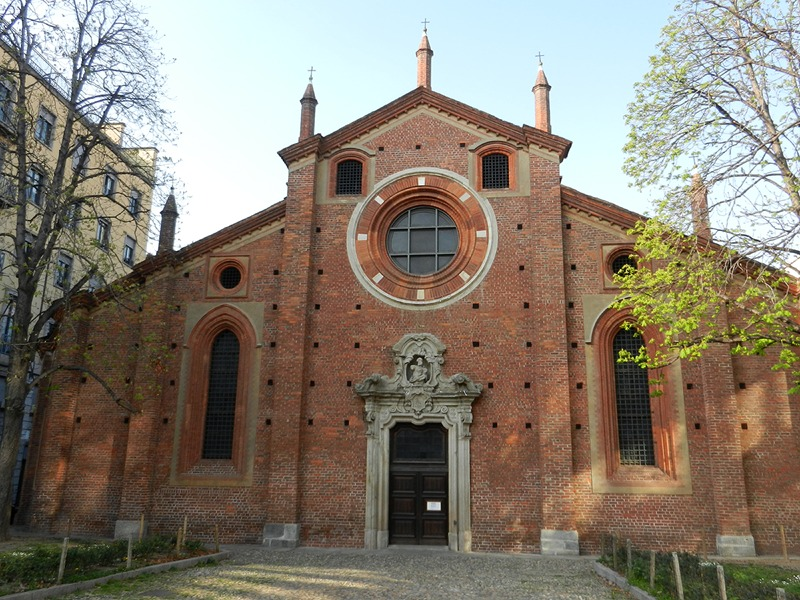
Iglesia de San Pietro in Gessate
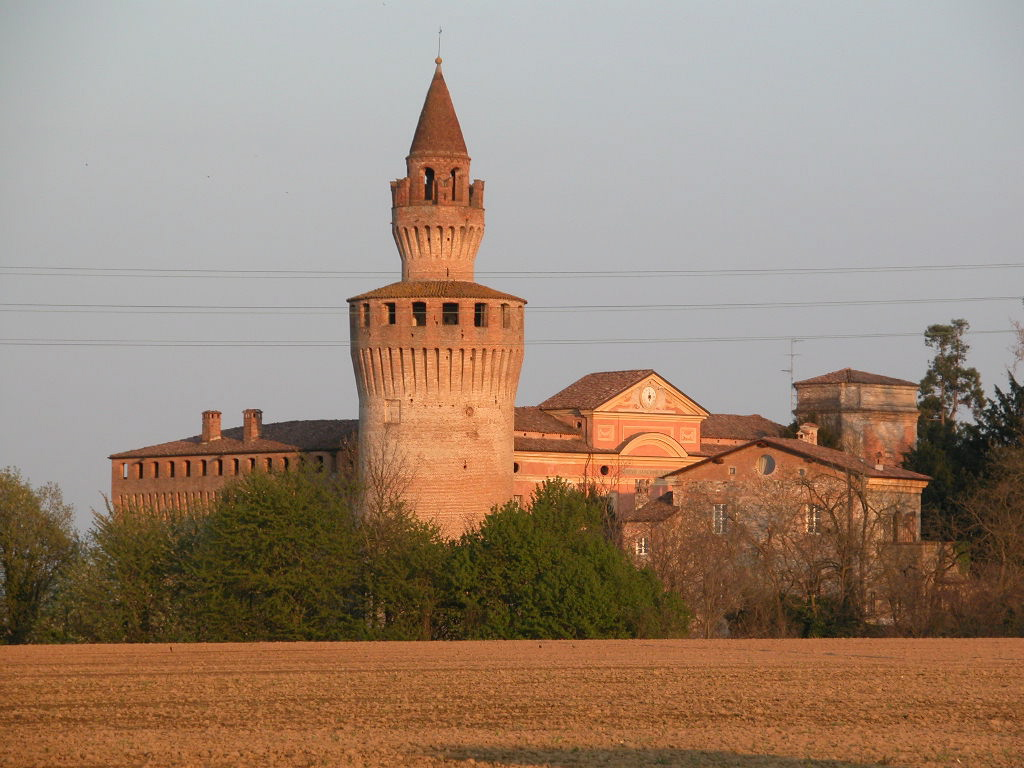
Castillo de Rivalta